# Drill (альбом)
Drill — первый коммерческий релиз британской рок-группы Radiohead, вышедший в формате мини-альбома 5 мая 1992 года на лейбле Parlophone. Три песни из четырёх позже были перезаписаны и попали на дебютный полноформатный альбом Radiohead Pablo Honey.

## Запись
Drill стал первой записью Radiohead после подписания контракта с EMI Records (материнской компанией Parlophone). В EP вошли четыре песни: «You» и «Thinking About You» были взяты с демо-кассеты, записанной коллективом в октябре 1991 года в оксфордской студии Courtyard и распространявшейся через музыкальный магазин Manic Hedgehog и потому известной под этим названием, а новые песни «Prove Yourself» и «Stupid Car» – записаны в ходе сессии Courtyard в феврале 1992 года. В качестве будущего хита рассматривали присутствовавшую уже на Manic Hedgehog, но записанную заново «Nothing Touches Me», но менеджмент лейбла не устроил результат сведения.

## Выпуск
Выпуск альбома был перенесён на две недели из-за потери первых 3 тысяч экземпляров EP на печатном заводе, из-за чего он ещё не поступил магазин, когда Radiohead уже начали британский тур на разогреве у Catherine Wheel. В итоге Drill занял в альбомном чарте скромное 101-е место. В день выхода альбома Radiohead также дебютировали на BBC Radio One с песней «Prove Yourself». Журналист Мэк Рэндалл критикует качество продюсерской работы владельца Courtyard и менеджера группы Криса Хаффорда: по его словам, Хаффорду «удалось спрятать сильнейший на тот момент козырь Radiohead» (вокал Йорка), «утопив» его в гитарном звуке. Пол Колдери, позже продюсировавший дебютный полноформатный альбом Radiohead Pablo Honey (в перезаписанном виде в него вошли все песни кроме «Stupid Car»; больше всего от альбомной версии отличается «Thinking About You», на Drill сыгранная в агрессивно-скоростном темпе), высказывал предположение, что этот эффект мог возникнуть, если при «живой» записи в микрофон Йорка попали шумы от других инструментов.
В 2009 году Drill был переиздан на Capitol Records. В 2020 году группа выложила EP для стриминга в составе своего бэк-каталога.

## Список композиций
1. «Prove Yourself» — 2:32
2. «Stupid Car» — 2:21
3. «You» — 3:22
4. «Thinking About You» — 2:17